# Cas d'école
Cas d'école est un magazine français présenté par Élizabeth Martichoux, puis par Françoise Laborde, et diffusé sur La Cinquième, puis France 5 du 12 septembre 2001 au 10 décembre 2005. L'émission est rediffusée à partir de 2008 sur Gulli dans une version remontée de 7 minutes.

## L'émission
L'émission est consacrée aux parents et à l'éducation de leurs enfants. Elle est composée de reportages et d'un débat en plateau.